# 天主教利耶帕亞教區
天主教利耶帕亞教區（拉丁語：Dioecesis Liepaiensis、拉脫維亞語：
）是羅馬天主教在拉脫維亞的一個教區，屬天主教里加總教區。成立於1937年5月8日。
教區包括傳統上稱為庫爾蘭的地區，座堂位於利耶帕亞。2004年有教友33,000人，佔轄區總人口10.5%。教區下轄三十個堂區，有十一名司鐸。現任主教為威廉·拉佩利斯。